# 누르바히트 텐기스바예프
누르바히트 몰다흐메토비치 텐기스바예프(카자흐어: Нұрбақыт Молдахметұлы Теңізбаев 누르바크트 몰다흐메툴리 텡이즈바예프, 러시아어: Нурбахыт Молдахме́тович Тенизба́ев, 1983년 4월 10일~)는 카자흐스탄의 전직 레슬링 선수이다. 2008년 하계 올림픽에서 남자 그레코로만형 라이트급 은메달을 획득했다.